# Joan Toscano
Joan Carles Toscano Beltrán (14 agosto 1984) è un ex calciatore andorrano, di ruolo attaccante.

## Palmarès

### Club

#### Competizioni nazionali
- Primera Divisió: 1

FC Santa Coloma: 2014-2015